# Arties
Arties est une localité située dans la commune de Naut Aran, comarque du Val d'Aran dans la province de Lérida en Catalogne (Espagne).
Depuis le 21 décembre 1967, Arties a intégré la commune de Naut Aran qui a été formée avec la fusion des anciennes communes d'Arties, de Salardú, Gessa, Tredòs et Bagergue.
En 2017, Arties comptait 511 habitants.

## Toponymie
Le nom d'Arties, d'origine basque, indique une « zone plane entre deux eaux ».

## Géographie
Situé à 1 144 m d'altitude, Arties est à 7 km de Vielha et à 31 km de la frontière de la France près du village de Fos.
|                                           |        | Baguergue      |
| Garos, Casarilh, Escunhau, Betren, Vielha | Arties | Gessa, Salardú |
|                                           |        |                |

La vallée du Valarties est dominée au sud par le Tuc de Montardo (2 833 m).

Arties est entouré au sud-est par le Ticó Blanc à 2 162 m et au sud-ouest par le Malh des Vivèrs (ca) à 2 154 m.

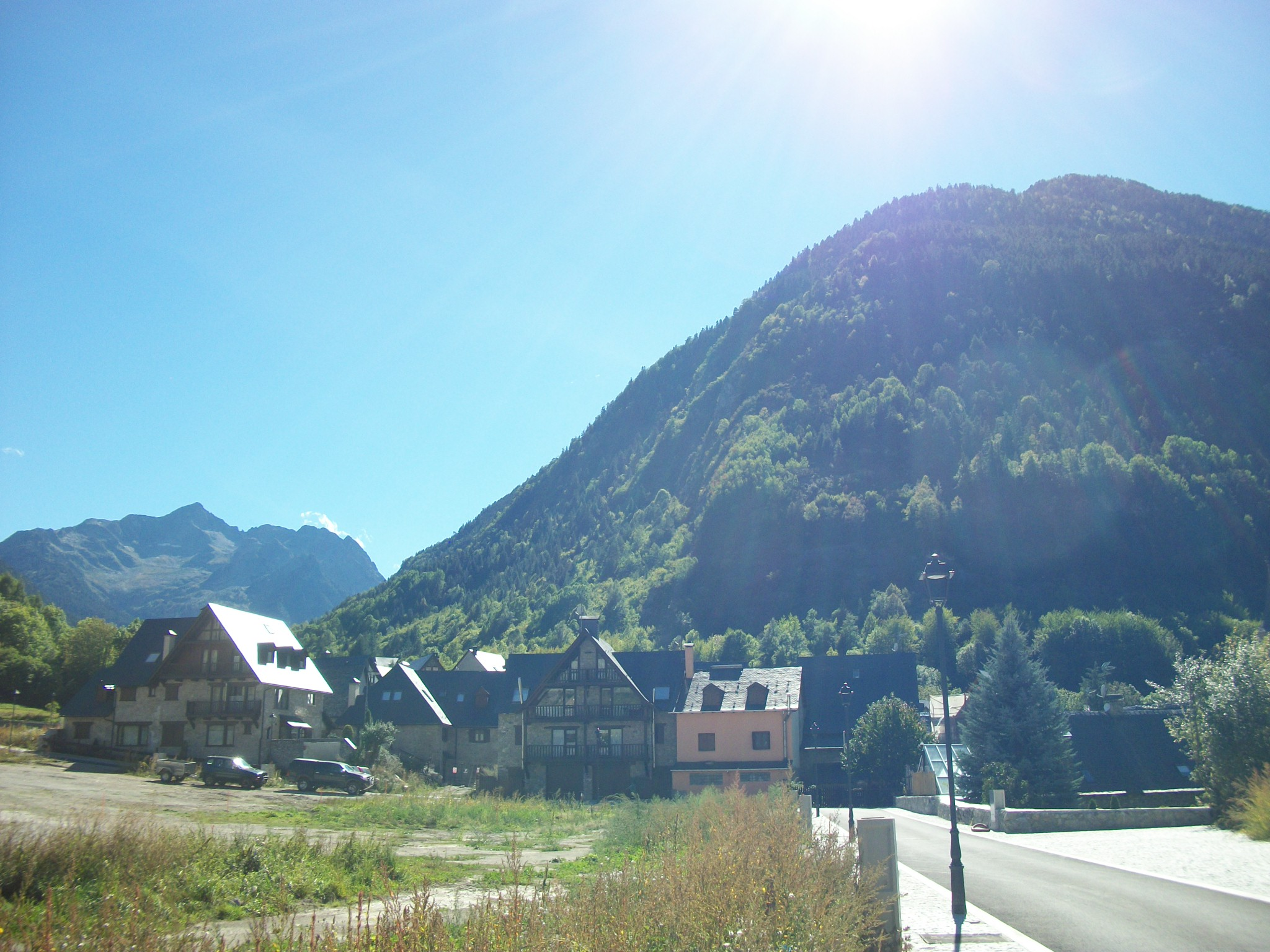
En arrière plan à gauche, le Tuc de Montardo à 2 833 m et à droite le Malh des Vivèrs à 2 154 m
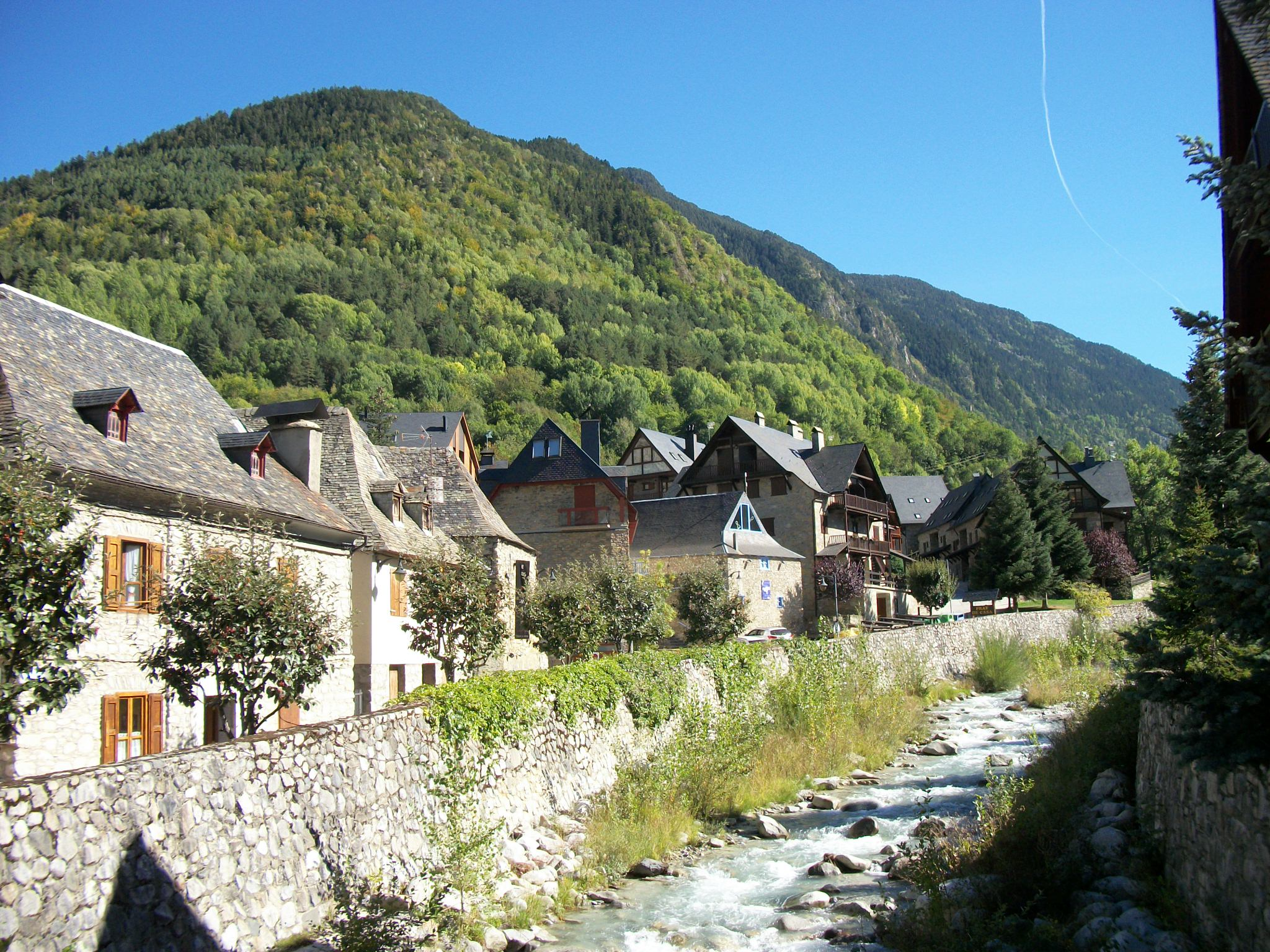
le Ticó Blanc 2 162 m en arrière plan et la rivière Valarties

### Hydrographie
Arties est situé au confluent de la Garonne orientale, née au Pla de Beret, et de son affluent rive gauche, la rivière de Valarties.

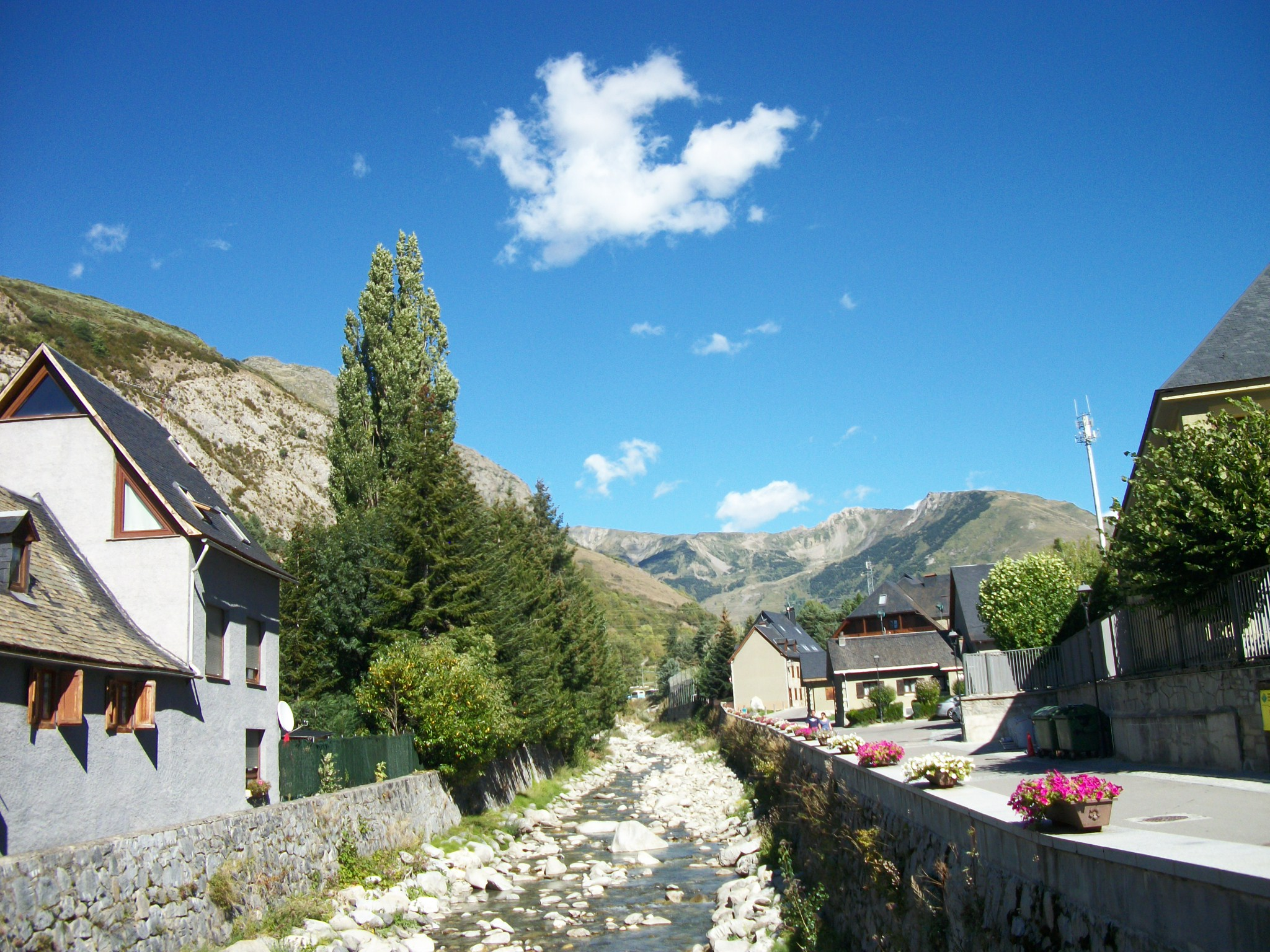
La Garonne orientale passant au village d'Arties
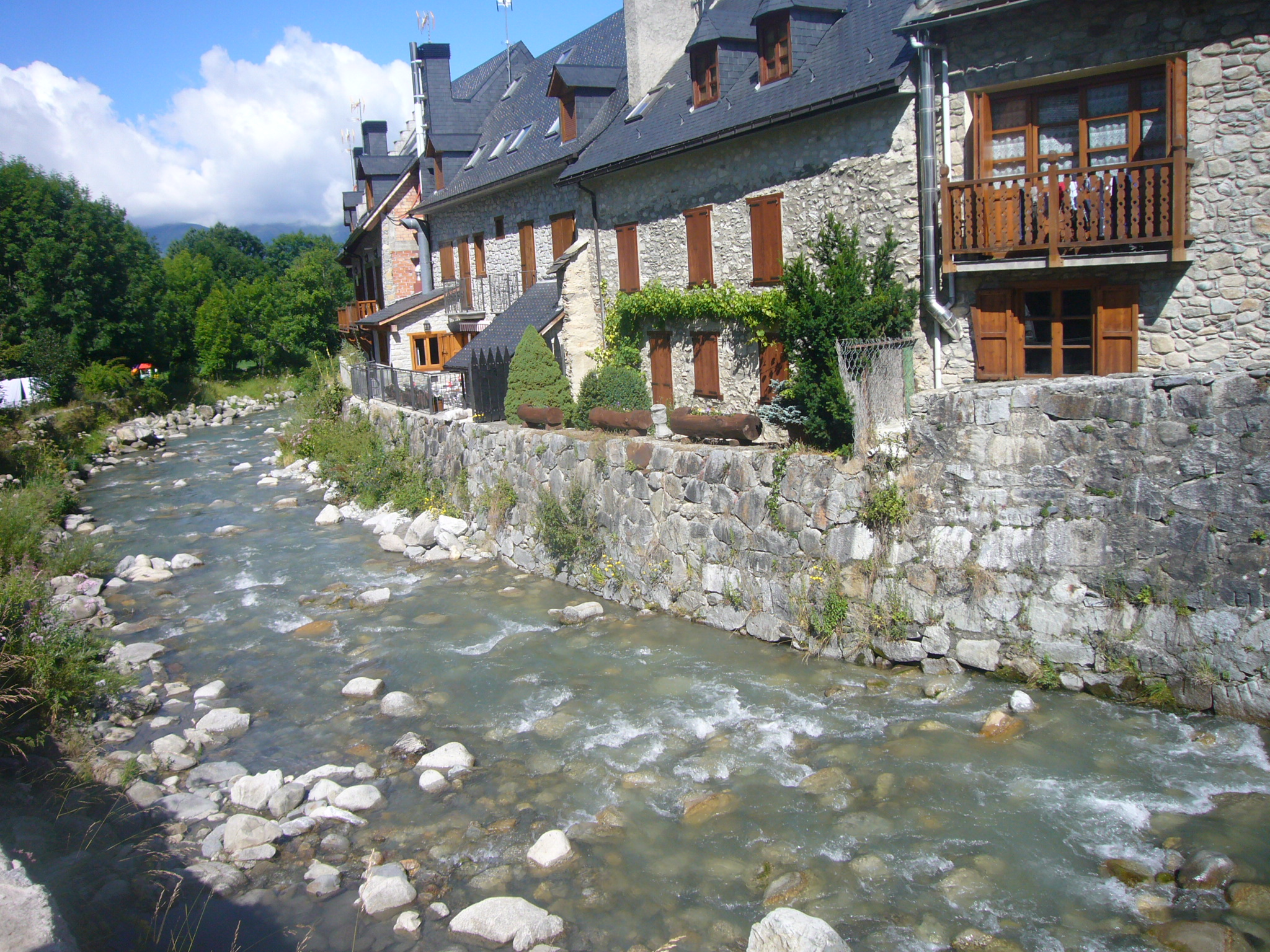
La Garonne orientale

La centrale hydroélectrique d'Arties a été construite en 1955, elle est alimentée par les eaux de plus de 50 lacs.
Les eaux des lac de Rius, estany de Mar, estany de la Restanque, les lacs du cirque de Saboredo, les lacs du cirque de Colomers (46 estanys), sont dirigées vers les estanys de Moncasau, puis les eaux sont envoyées vers la centrale électrique de Arties, au total il y a 11 739 mètres de galeries souterraines.

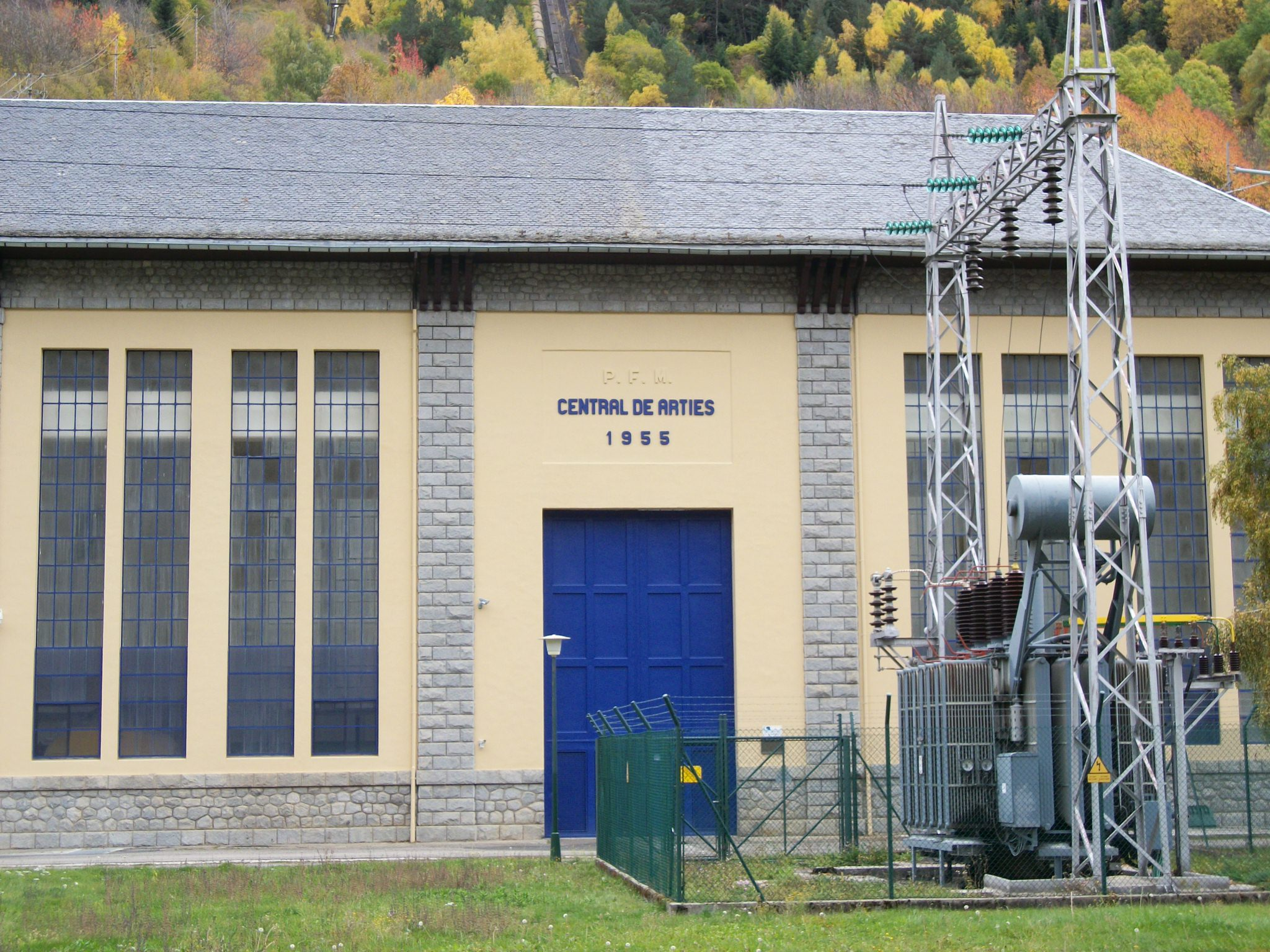
Centrale hydroélectrique d'Arties
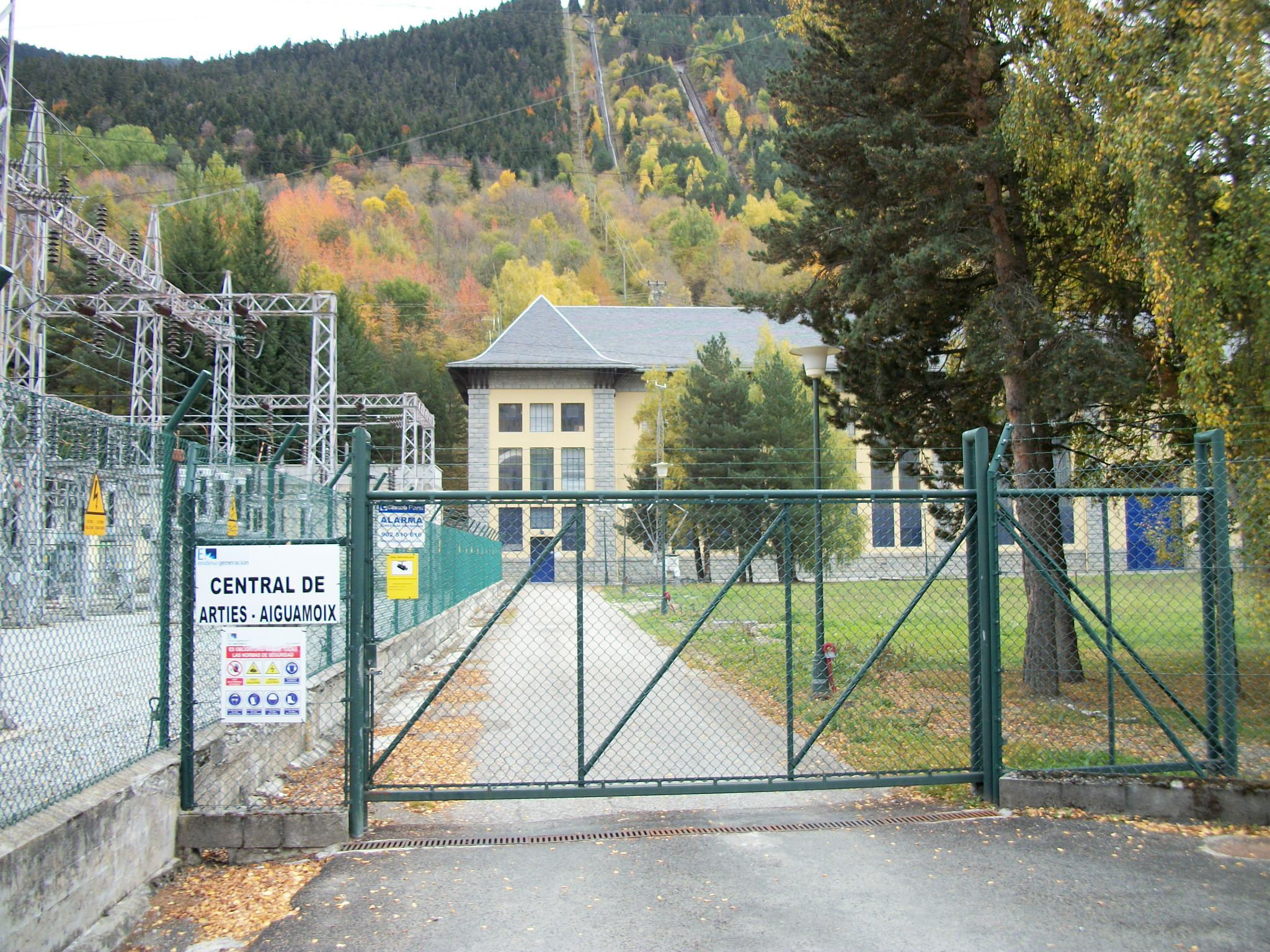

## Économie
L'économie est majoritairement tournée vers le tourisme avec ces nombreux hôtels, auberges et restaurants.
La station de sports d'hiver de Baqueira Beret, l'une des plus importantes des Pyrénées, est située sur la commune de Naut Aran. Elle permet à Arties de bénéficier de la venue de nombreux touristes.

## Village fleuri
Arties est un des plus beaux villages du val d'Aran, il a été récompensé 3 fleurs d'honneur en 2017 parmi les villages fleuris des Pyrénées de la province de Lérida,,.
Des anciennes bicyclettes sont placées un peu partout dans le village, elles sont décorées avec des jardinières de différentes fleurs.
Les hôtels et habitants participent aussi à l’embellissement du village en fleurissant leurs maisons, jardins, balcons.

## Les Vaches
Le village est aussi connu pour ses différentes vaches décoratives, chacune d'elles est décorée selon un thème particulier.

### Écologie et recyclage
Récemment a été installé dans le village un réseau de gaz naturel ainsi que des bornes de recharges pour véhicules électriques.

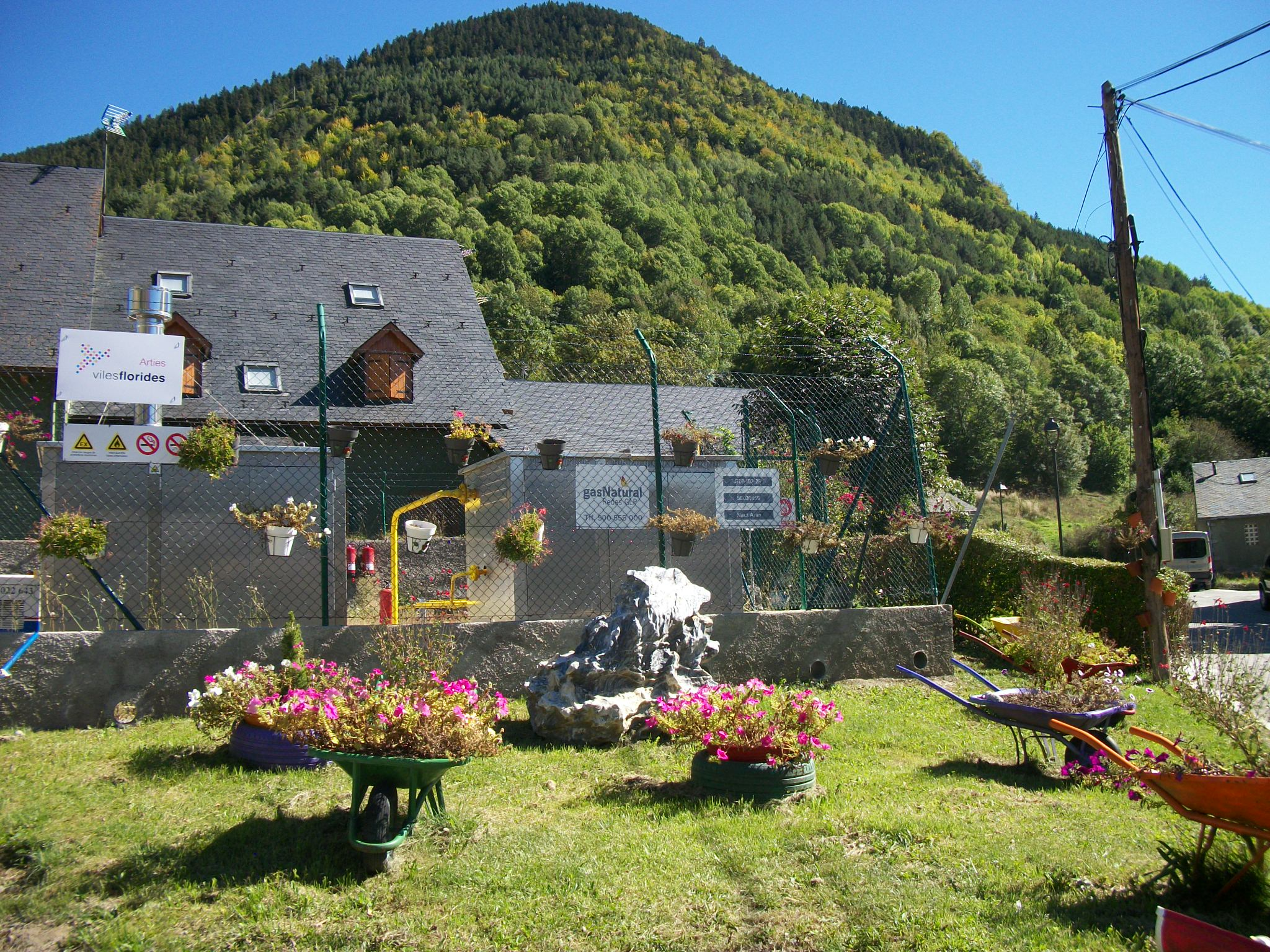
La nouvelle installation de gaz naturel décoré par des fleurs
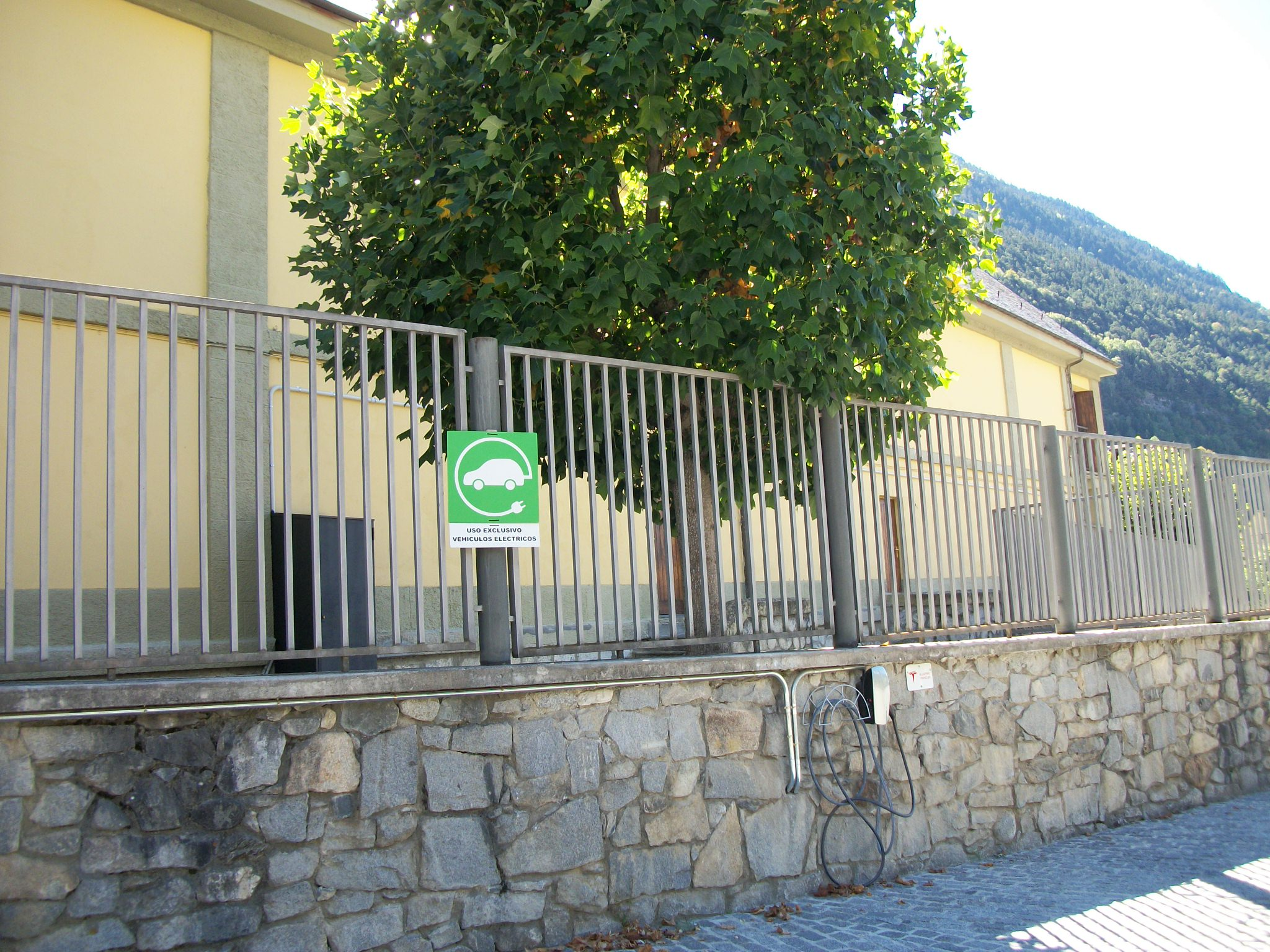
Borne de recharge pour véhicule électrique

## Culture locale et patrimoine

### Lieux et monuments
- Église Santa Maria d'Arties, romane, XIe – XIIIe siècles. Elle possède trois nefs séparées par des piliers cylindriques. Elle est remarquable par ses peintures. Le clocher très élégant date de la fin du XIIIe ou du début du XIVe siècle. Le chevet est surmonté d'un petit clocher-mur roman à deux baies.
- Église Sant Joan d'Arties, gothique, début du XIVe s., avec un clocher octogonal typiquement aranais, et un petit clocher-mur à une seule baie, qui fut église paroissiale pendant longtemps. C'était un hospice sur la route transpyrénéenne, géré par les Chevaliers de Saint-Jean, successeurs des Templiers après la suppression de l'Ordre en 1312. Aujourd'hui s'y tiennent des expositions temporaires[7].
- Au sud d'Arties, la chapelle Sant-Pelegrin, avec un petit clocher-mur et une abside semi-circulaire.
- Ruines du château d'Arties ou d'Entresaigües, devant l'église.
- Tour carrée et chapelle, le bâtiment est d'architecture aragonaise des XIVe et XVe siècles, il est aujourd'hui un hôtel de luxe 4 étoiles nommé « Parador de Arties » ou plus précisément « Parador Nacional Don Gaspar de Portolà », elle était la maison natale de Don Gaspar de Portolá[8],[9].

- Les anciens bains d'Arties construits en 1817 avec trois sources d'eaux sulfureuses jaillissant à 29° et 40°, sont abandonnés depuis les années 1960[10].
- Une nouvelle installation de deux piscines d'eaux thermales à 39 °C a été construite par le célèbre architecte japonais Arata Isozaki et fut inaugurée à l'été 2016[10],[11],[12],[13].

### Les Fontaines
On peut voir dans le village des fontaines anciennes ou récentes.

### Maisons aux façades multicolors
Récemment plusieurs maisons ont repeint leur façade, ajoutant au village plus de couleurs et de charme.

### Galerie

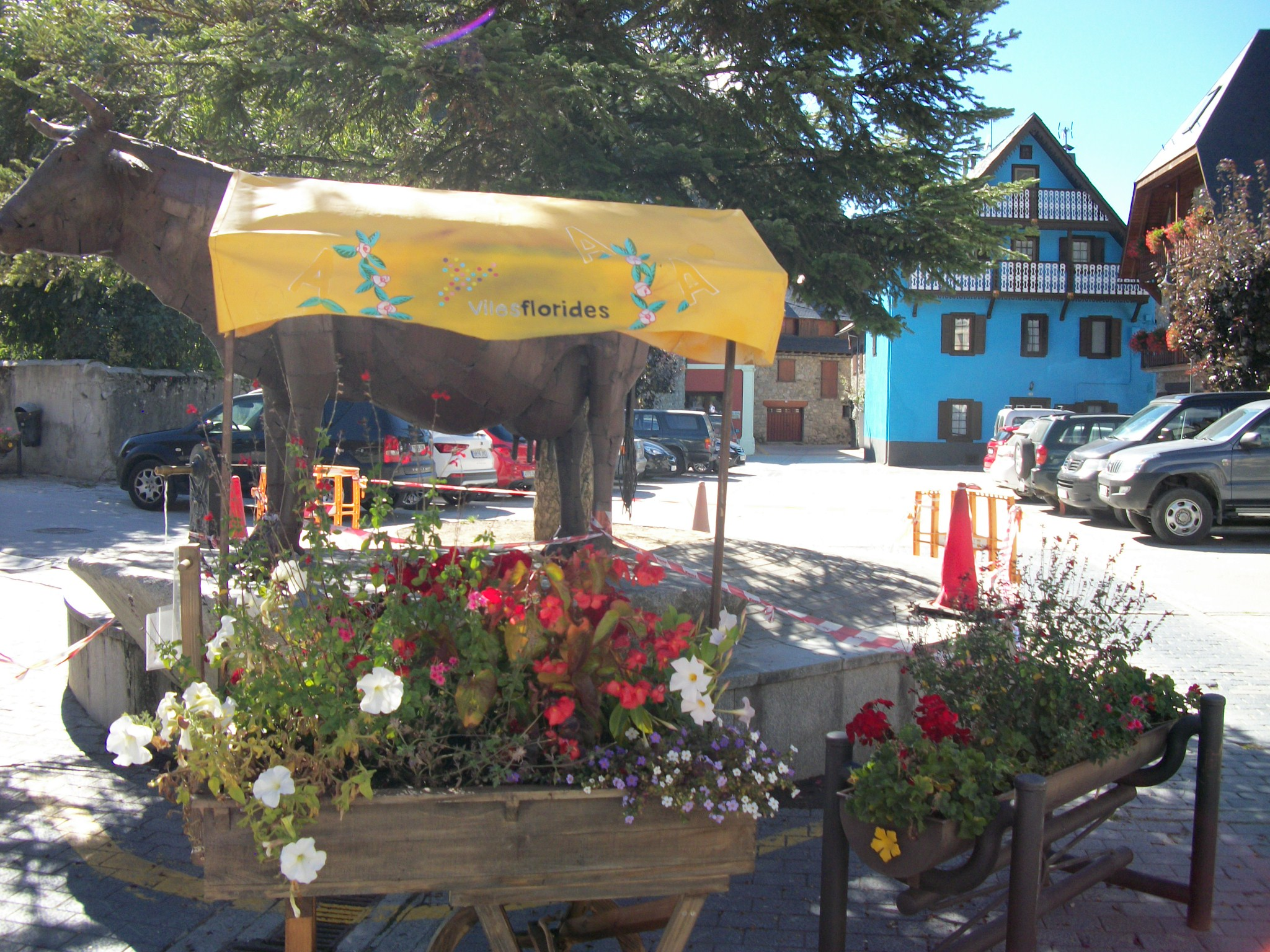
Place centrale du village fleuri
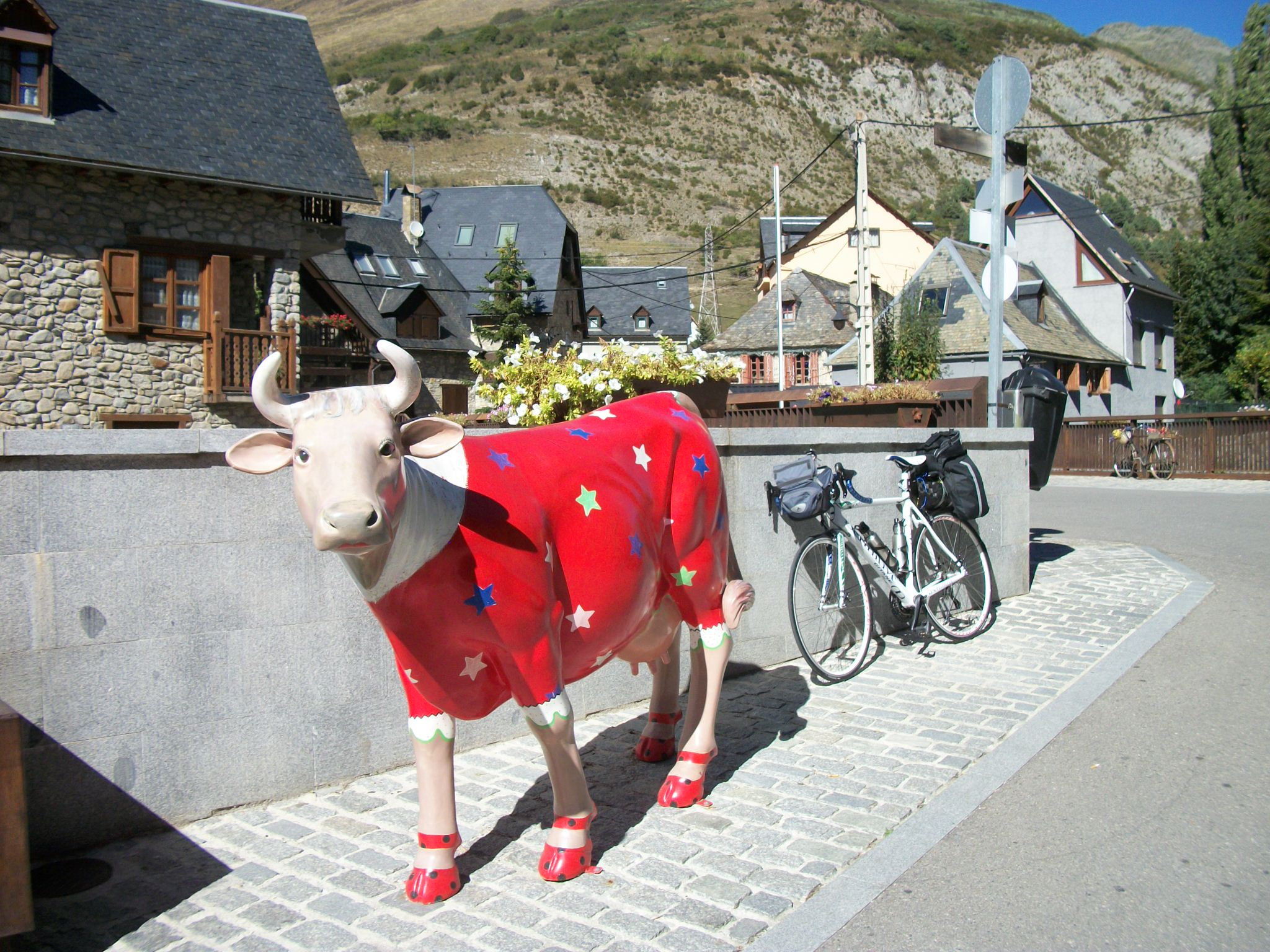
Vache étoilée aux sabots coccinelle
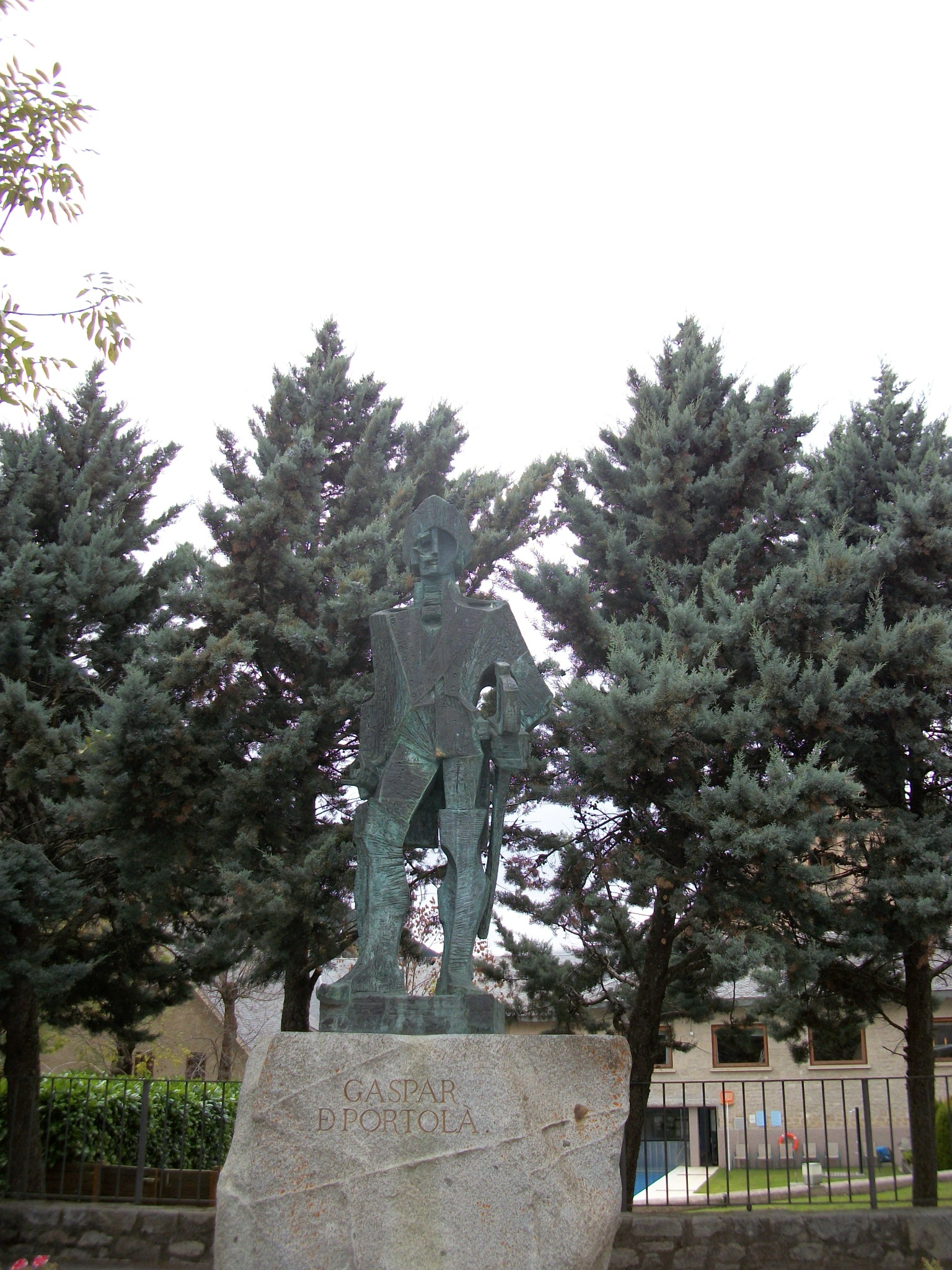
Statue de Gaspar de Portolà
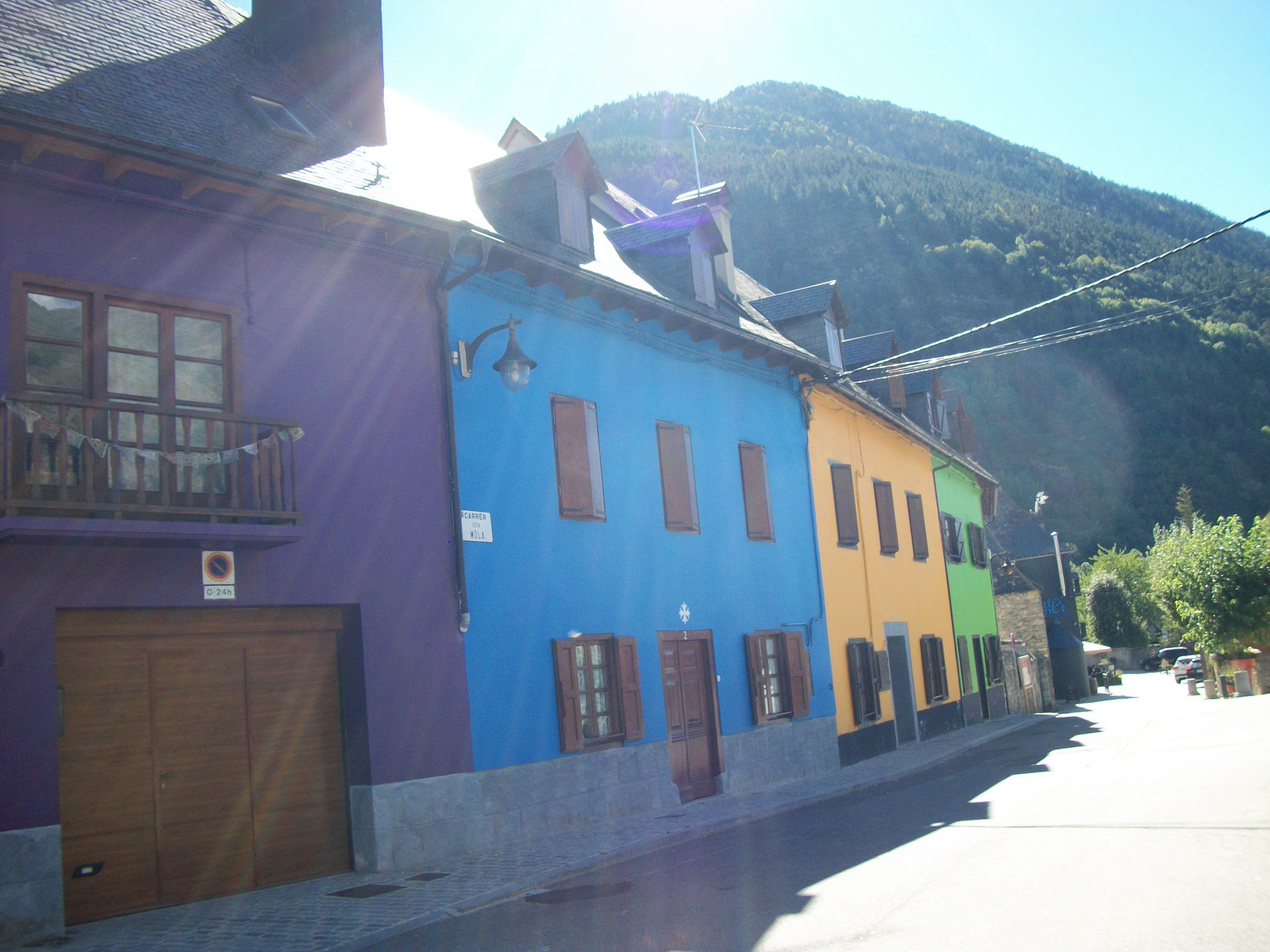
Maisons aux façades de différente couleurs
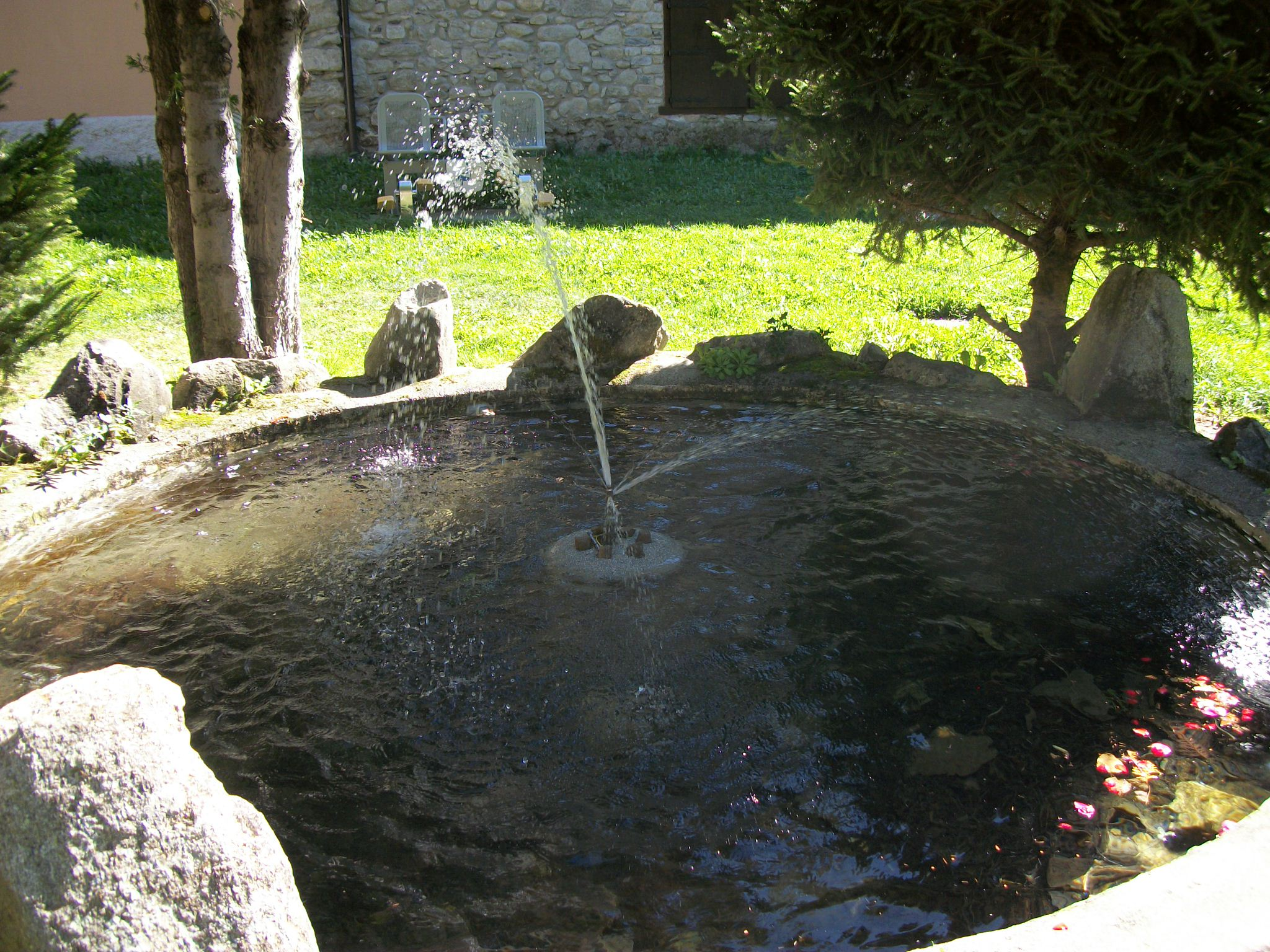
Fontaine à jet décorative

## Festivités
Depuis décembre 2015, les fêtes du feu des Pyrénées (le feu de la Saint-Jean s’appelle le brandon), en France surtout dans le Comminges, en Andorre et en Espagne avec les villages d’Arties et de Les sont inscrits sur la liste représentative du patrimoine culturel immatériel de l’humanité de l'UNESCO,,.
- La Crema deth Taro a lieu le 23 juin.
- La festa major a lieu le 24 juin, pour la Saint-Jean.
- Le 25 juin a lieu le pèlerinage (romeria) à Sant-Pelegri.
- Le  25 juillet, pèlerinage à Sant-Jaume.